# Église Saint-Donat de Saint-Point
L'église Saint-Donat est une église de style roman située à Saint-Point dans le département français de Saône-et-Loire en région Bourgogne-Franche-Comté.

## Historique
L'église date de la deuxième moitié du XIe siècle, sauf le clocher qui date du XIIe siècle. L'église fait l'objet de travaux importants en 1765, grâce au marquis de Saint-Point, par exemple construction de la chapelle nord. En 1840, l'église est agrandie d'une travée (financement partiel par Lamartine).
L'église fait l'objet d'un classement au titre des monuments historiques depuis le 22 septembre 1948, de même que le tombeau d'Alphonse de Lamartine qui s'y trouve.

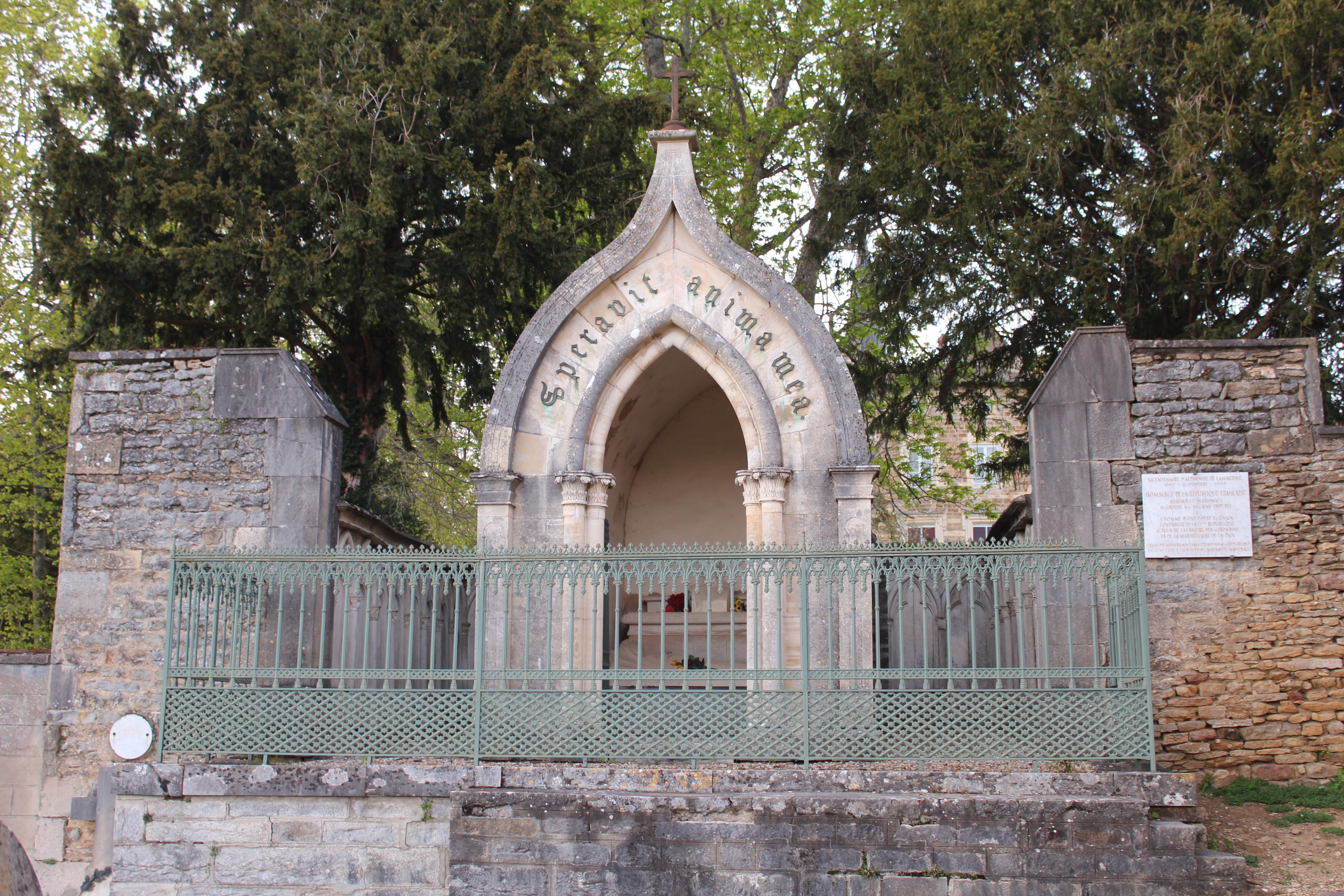
Tombeau de Lamartine.
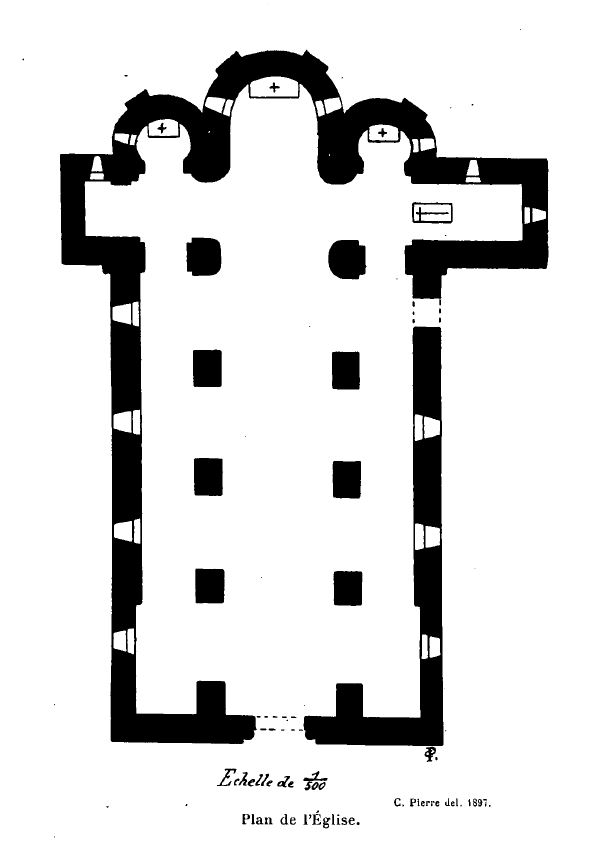
Plan de l'église (de 1897)
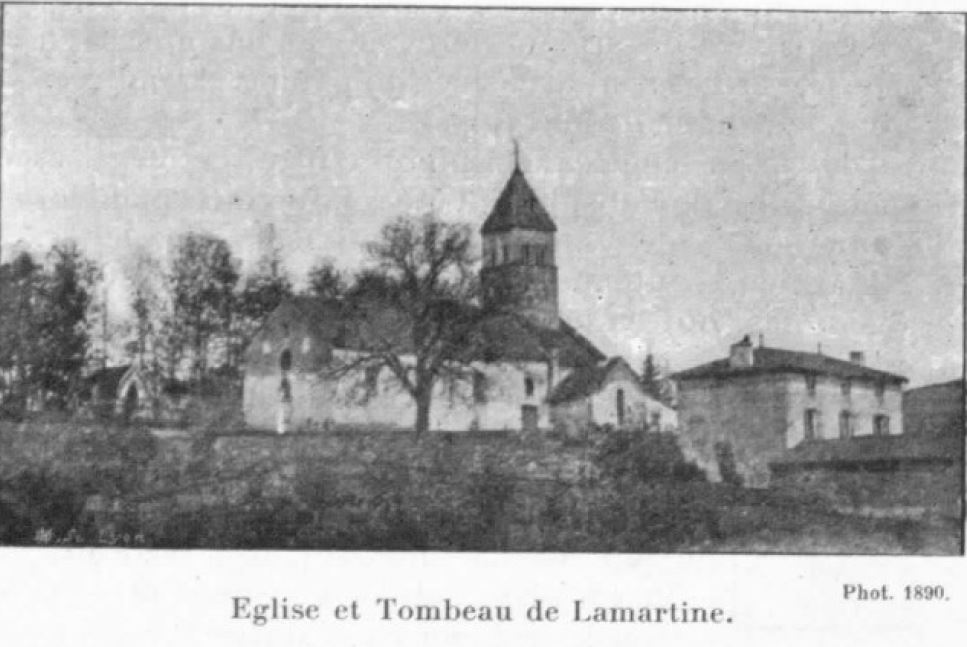
l'église et le tombeau de Lamartine, photographiés en 1890

## Architecture
L'église possède un chevet roman austère constitué d'une abside et de deux absidioles semi-circulaires rythmées par des puissants contreforts. Abside et absidioles sont recouvertes de lauzes.
La travée de chœur est surmontée d'un clocher carré de deux étages. Le premier étage est orné de baies géminées murées. Le second étage, séparé du précédent par un cordon de pierre, est nettement plus sophistiqué : chacune de ses faces est percée de baies géminées à colonnettes inscrites dans un décor de bandes lombardes disposées entre des colonnes engagées. Le clocher se termine par une flèche de pierre agrémentée de petites lucarnes.

## Mobilier

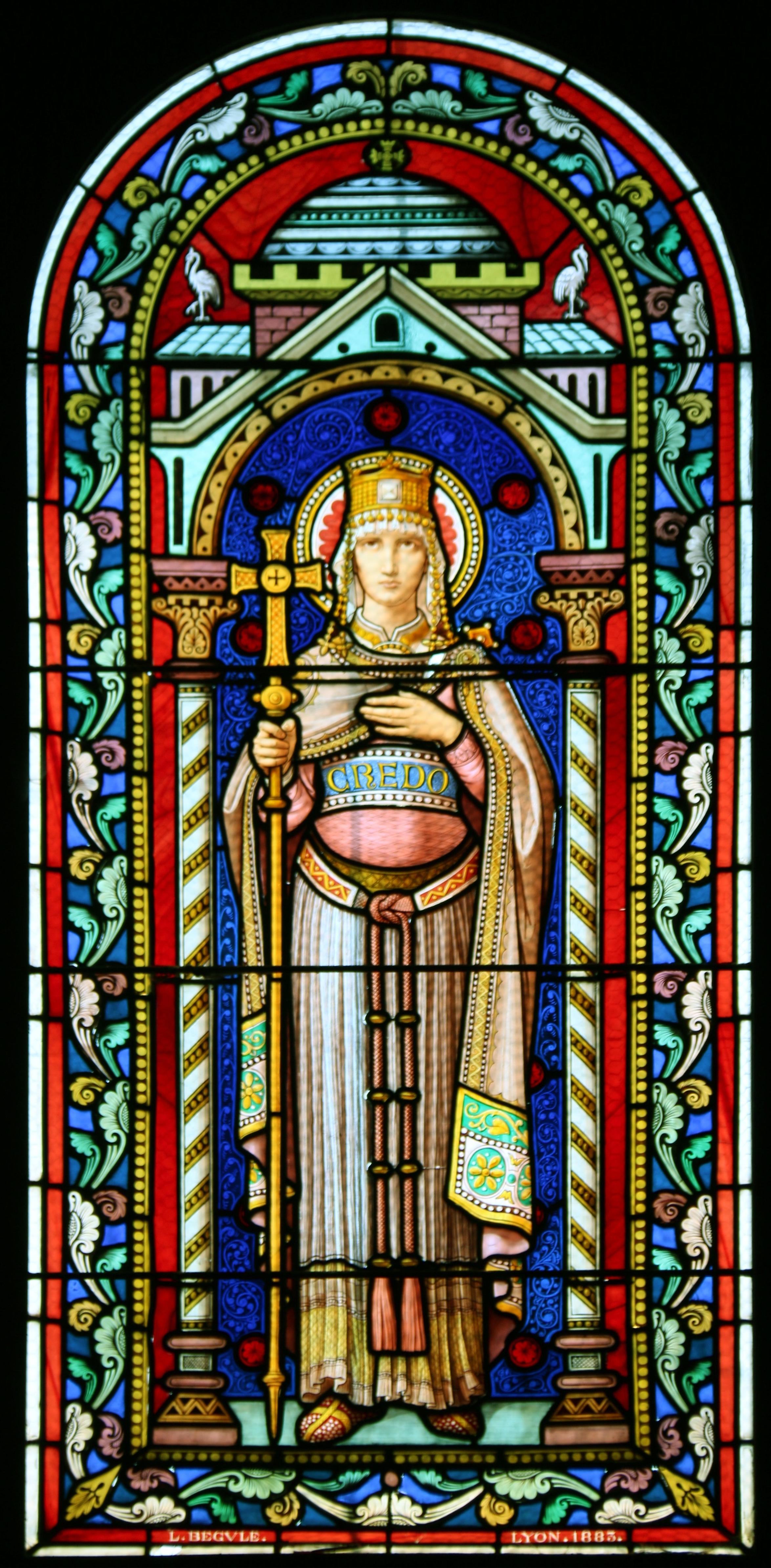
Vitrail de la baie 12.

L'église comprend des objets d'art remarquables : 
- maître-autel en bois sculpté ;
- grille de communion ;
- bénitier ;
- chaire à prêcher (comportant quatre panneaux lambrissés de style Louis XV).

Y sont aussi visibles plusieurs statues : saint Aimable, Vierge à l'Enfant, saint Donat, sainte Philomène.
L'église abrite une Vierge et quatre saints peinte par l'artiste Armand Leleux, tableau protégé au titre des Monuments historiques en 2023.

## Vitraux
Un vitrail  de Lucien Bégule Maitre-Verrier Lyonnais 1848 - 1935 se trouve dans la nef, côté sud.

## Cimetière
L'église a conservé son cimetière attenant, renfermant la tombe du tailleur de pierre de Saint-Point J.B. Duport, également une croix et cinq tombes ornées de très étonnantes sculptures caractéristiques de l'art populaire local du XIXe siècle.

### article connexe
- Liste des monuments historiques de Saône-et-Loire